# Walther G22
Pour les articles homonymes, voir G22.

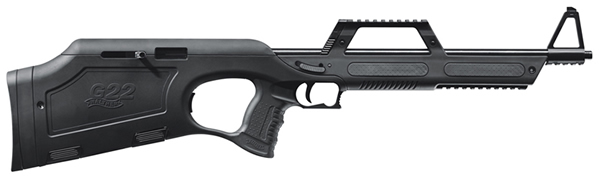
Walther G22

La Walther G22 est une carabine semi-automatique fabriqué par la firme Carl Walther GmbH.
Son calibre est le .22 Long Rifle. Le chargeur est situé à l'arrière de l'arme. Elle a un design bullpup. Elle est très compacte, et possède un poids raisonnable de 2650 grammes. Elle existe en deux coloris, noir et camouflage.

## Caractéristiques
-Calibre : .22 LR

-Canon : Fileté

-Poids : 2650 grammes (chargeur vide)

-Ejection des douilles : vers la droite

-Contenance du chargeur : 10 cartouches

-Hausse réglable

-Longueur : 720 mm

-Hauteur :  220 mm

-Largeur :  55 mm

-Longueur du canon : 508 mm